# ポータービル (カリフォルニア州)
ポータービル（英: Porterville）は、アメリカ合衆国カリフォルニア州のトゥーレアリ郡にある都市。人口は6万2623人（2020年）。市の周辺の多くの未編入領域を併合したので、市の人口は劇的に増加した。アメリカ合衆国国勢調査局によると「バイセイリア・ポータービル都市圏」の一部である。
1994年には全米都市賞を受賞した。

## 地理
ポータービルは北緯36度4分7秒 西経119度1分39秒 / 北緯36.06861度 西経119.02750度に位置する。
アメリカ合衆国国勢調査局に拠れば、市域全面積は14.1平方マイル (36.4 km2)であり、このうち陸地は14.0平方マイル (36.3 km2)、水域は0.1平方マイル (0.2 km2)で水域率は0.50％である。
ポータービルはシエラネバダ山脈の西側丘陵部麓を流れるトゥール川に沿っており、カリフォルニアセントラルヴァレーの東端にある。ポータービルより標高の高い丘陵部には人口湖のサクセス湖がある。

## 人口動態

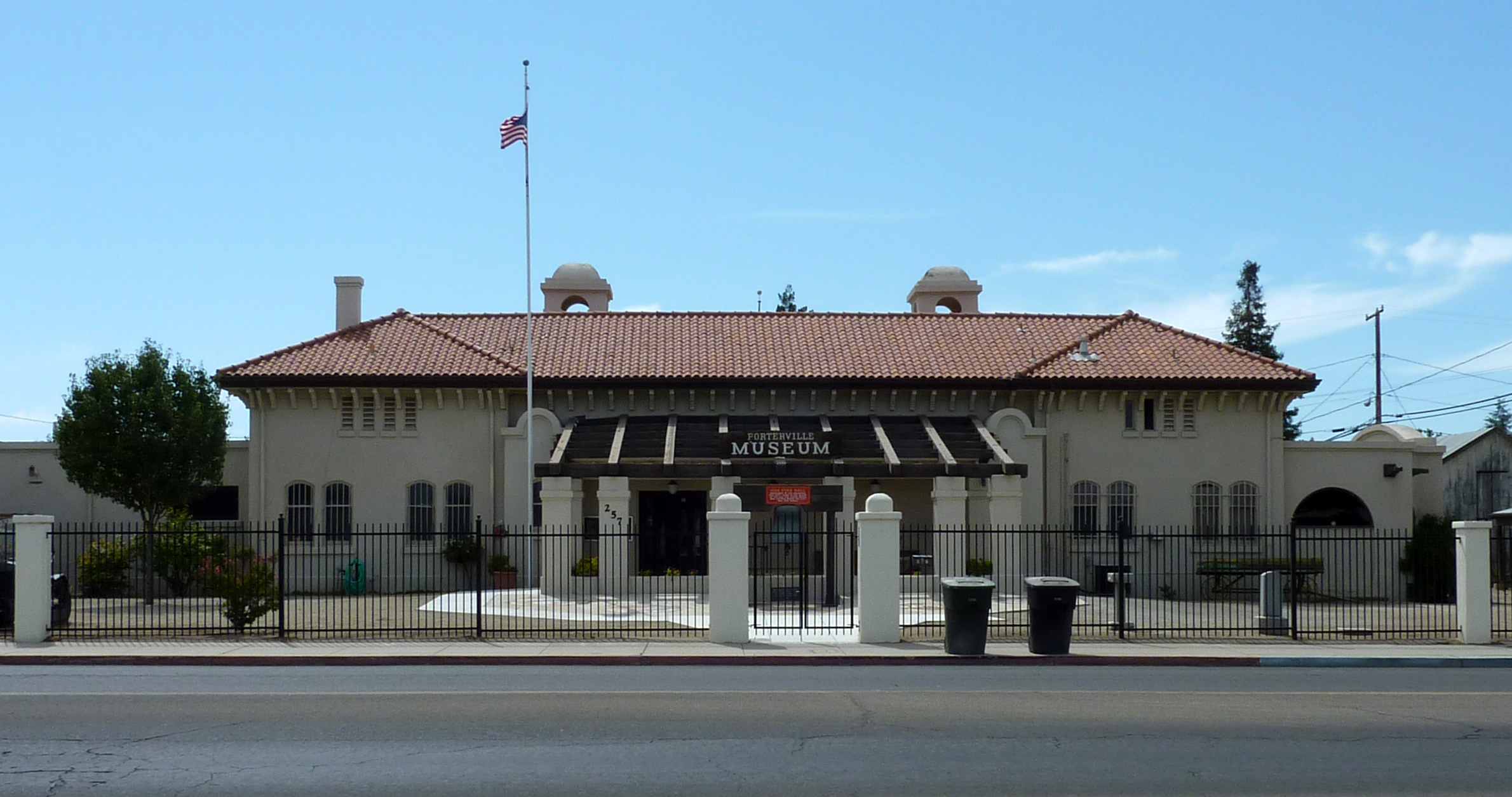
ポータービル歴史博物館、1913年に建設されたサザン・パシフィック鉄道の駅舎を使っている

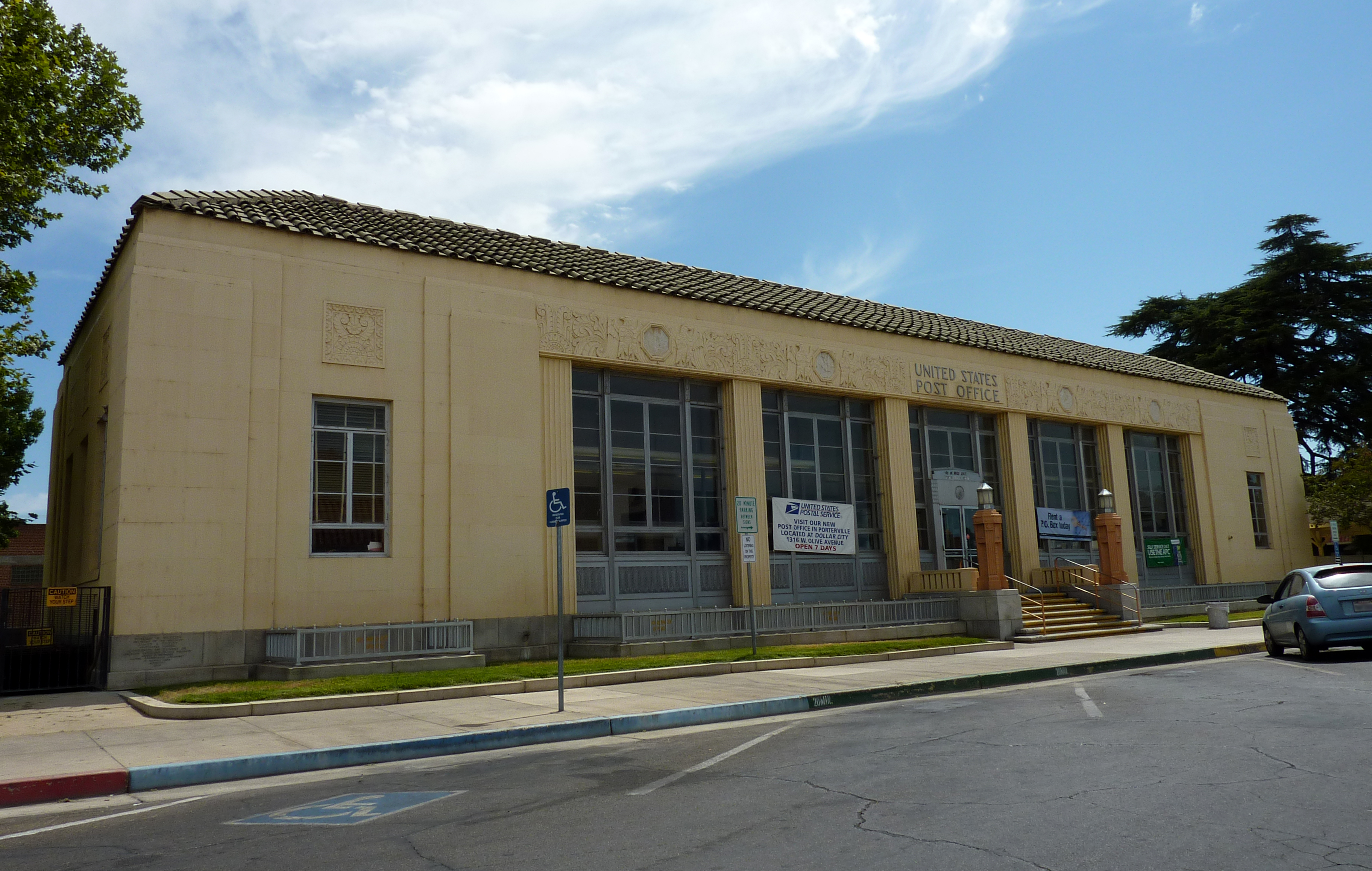
ポータービル郵便局本局、ポータービルで3つあるアメリカ合衆国国家歴史登録財の1つ

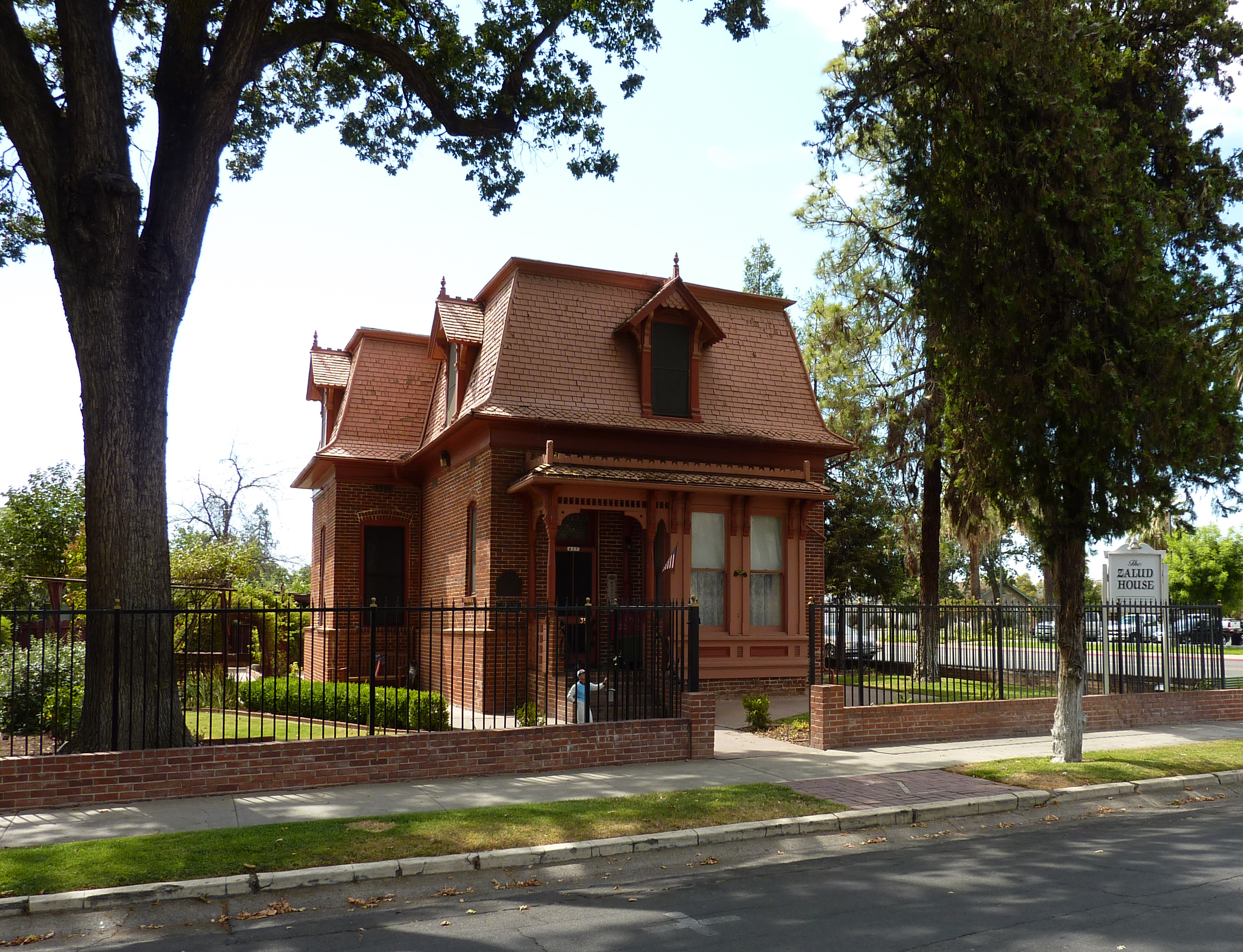
ザルードハウス、元は私邸で現在は博物館、歴史登録財

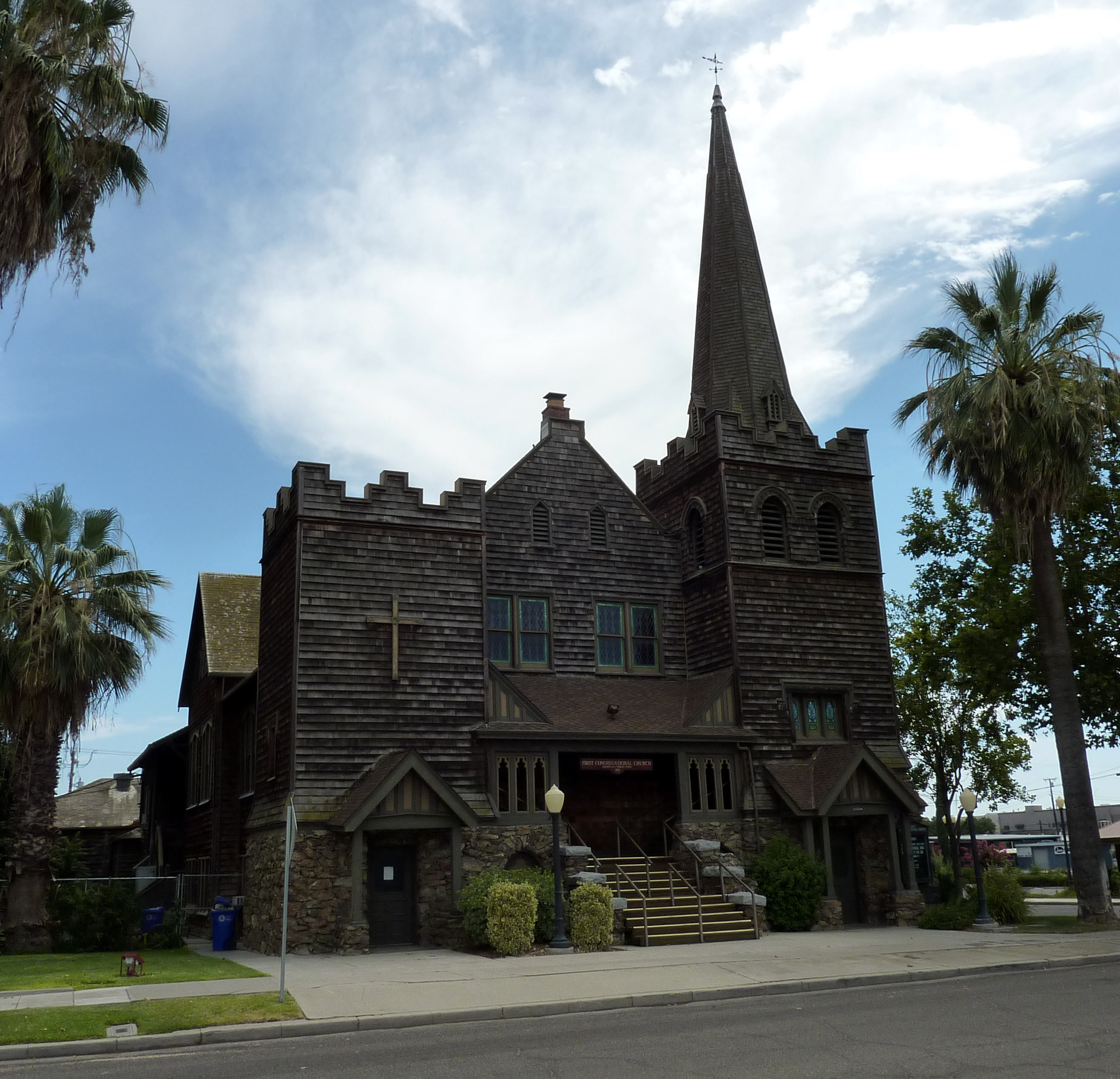
第一会衆派教会、歴史登録財

以下は2000年国勢調査による人口統計データである。
| 基礎データ - 人口: 39,615人（2009年推計） - 世帯数: 11,884世帯 - 家族数: 9,174家族 - 人口密度: 1,091.8人/km2（2,828.4人/mi2） - 住居数: 12,691軒 - 住居密度: 349.8軒/km2（906.1軒/mi2） 人種別人口構成 - 白人: 49.75% - アフリカン・アメリカン: 1.28% - ネイティブ・アメリカン: 1.73% - アジア人: 4.63% - 太平洋諸島系: 0.15% - その他の人種: 32.71% - 混血: 4.75% - ヒスパニック・ラテン系: 54.45% 主たる言語による人口構成 - 英語: 47.1% - スペイン語: 39.6% - 中国語: 2.4% - インド・ヨーロッパ語: 1.7% - その他の言語: 0.5% 年齢別人口構成 - 18歳未満: 34.3% - 18-24歳: 10.8% - 25-44歳: 28.0% - 45-64歳: 17.5% - 65歳以上: 9.4% - 年齢の中央値: 29歳 - 性比（女性100人あたり男性の人口） - 総人口: 96.4 - 18歳以上: 93.0 | 世帯と家族（対世帯数） - 18歳未満の子供がいる: 47.5% - 結婚・同居している夫婦: 53.1% - 未婚・離婚・死別女性が世帯主: 17.7% - 非家族世帯: 22.8% - 単身世帯: 19.1% - 65歳以上の老人1人暮らし: 8.3% - 平均構成人数 - 世帯: 3.20人 - 家族: 3.62人 収入と家計 - 収入の中央値 - 世帯: 32,046 米ドル - 家族: 35,136米ドル - 性別 - 男性: 31,171米ドル - 女性: 23,737米ドル - 人口1人あたり収入: 12,745米ドル 全国平均：21,587米ドル - 貧困線以下 - 対人口: 25.7% - 対家族数: 20.3% - 18歳未満: 33.7% - 65歳以上: 6.4% |

## 政治
カリフォルニア州議会では、上院の第18および下院の第34選挙区に属している。連邦議会下院ではカリフォルニア州第21選挙区に属し、クック投票動向指数では共和党+13となっている。2010年時点ですべて共和党議員が務めている。
2008年11月、命題8に関する住民投票で、ポータービル市市政委員会はカリフォルニア州の市政委員会の中で唯一法案に賛成した委員会となった。有権者は委員会の個人、宗教、および政治的興味のために行動することを促された。命題8は同性同士の結婚を禁止するためのカリフォルニア州憲法修正案であり、特定の成人からそれまであった結婚する権利を奪うものだった。2010年8月4日、命題8はアメリカ合衆国憲法修正第14条の下で違憲と判定された。
ポータービルの有権者は命題8を支持する委員会に反応し、75％以上が賛成票を投じたが、これはカリフォルニア州の中でも最も高いレベルだった。

## メディア
「ポータービル・レコーダー」は市内で発行される日刊紙である。ラジオ局のKIOO (99.7 FM)とKMQA (100.5 FM)、KTIP (1450 AM) およびテレビ局のKTFF-TVが市で免許を取得している。

## 教育
市内の大半における公共教育はポータービル統一教育学区が管轄しているが、西部の一部はバートン教育学区に入っている。ポータービル統一教育学区には小学校11校、中学校3校、高校4校がある。バートン教育学区には小学校3校、中学校2校、その他学校3校がある。

### 高等教育機関
- ポータービル・カレッジ市内のサウスメインストリートにあるジュニア・カレッジ
- A.T.スティル大学、 2年次と4年次に整骨療法を学ぶ大学

## 郡の機関
- トゥーレアリ郡地区検事事務所
- 社会保障管理事務所

## ショッピングセンター
| - ポータービル・ウェスト・ショッピングセンター - ポータープラザ・ショッピングセンター - タウン・アンド・カウンティ・ショッピングセンター |  | - モナケ・ファイナンシャルセンター・ショッピングセンター - スミス・タウンスクエア・ショッピングセンター - イーストリッジプラザ・ショッピングセンター |

## 教会
| - 第一ミッショナリー・バプテスト教会 - ジーザス・クライスト末日聖徒教会 - ビリーバーズ教会 - 第一クリスチャン教会 - ゴスペル・ライトハウス教会 - グレース原理教会 - ライフ・タバナクル-ポータービル使徒教会 - エマヌエル福音教会 - トリニティ・ルーテル教会 - ベッセルズ・オブ・リビング・ウォーター・キリスト教会 - リビング・ワード・フェローシップ教会 - フェイス・タバナクル・オブ・ポータービル - ファミリー・クリスチャン・センター - チャーチ・オブ・ゴッド - マスジード・ポータービル - カルバリー・アッセンブリー・オブ・ゴッド |  | - セントアンズ・カトリック教会 - ホーリークロス・カトリック教会 - ウェストフィールド・キリスト教会 - ファースト・チャーチ・オブ・ザ・ナザレン - イグレシア・デル・ナザレノ - ポータービル・キリスト教会 - ポータービル・チャート・オブ・レリジャス・サイエンス - ファースト・ユナイテッド・メソジスト教会 - グランドアベニュー・ユナイテッド・メソジスト教会 - ファースト・バプテスト教会 - マウンテンビュー・バプテスト教会 - ポータービル・セブンスデー・アドベンチスト教会 - エホバの証人 - ヘンダーソンアベニューバプテスト教会 |

## 公園
| - ヘイズ・フィールド - J・クロード・ネルソン公園 - マリー公園 - ベテランズ公園 - オレンジ通りミニ公園 |  | - オリーブウッド・ミニ公園 - 北公園 - ジャミソン・スタジアム - バートレット公園 - ザルード公園 |

## 著名な出身者と住人
- スティーブ・コックス - メジャーリーグベースボール選手、タンパベイ・デビルレイズ (1999年 - 2002年)、横浜ベイスターズ（2003年）
- ビル・シャーマン - NBAでバスケットボール殿堂入りした選手、コーチ

## 姉妹都市
ポータービルは2つの都市と姉妹都市を結んでいる。
- メキシコ、ハリスコ州、ラ・バルカ
- 日本、静岡県、浜松市